# Axelkoppling
Axelkoppling är ett maskinelement som används för att sammanfoga axlar eller axeltappar.
En axelkoppling är avsedd att överföra vridmoment och hastighet mellan två i linje eller nästan i linje liggande roterande axlar. Vridmomentet i axlarna är lika stort, men varvtalsskillnad kan förekomma vid slirning eller hel urkoppling. 
I sin enklaste och kanske ursprungligaste form fungerar kopplingen som en skarv på axeln.
Detta är en uppgift, en annan är att förbinda två axlar, som inte nödvändigtvis är perfekt i linje med varandra. Ett sådant fel måste då kunna tas upp av kopplingen. 
Genom noggrant urval, installation och underhåll av kopplingar kan stora besparingar göras i minskade underhållskostnader och stillestånd.

## Huvudgrupper
Axelkopplingar kan ha en mängd olika funktioner och egenskaper. Med tanke på detta brukar kopplingar uppdelas i tre huvudgrupper med underrubriker, nämligen:
- Icke urkopplingsbara kopplingar 
Vridstyva
Vridelastiska
- Urkopplingsbara kopplingar
manöverbara
Frigångskopplingar
- Vridmomentbegränsande kopplingar

Säkerhetskopplingar
CentrifugalkopplingarAXEL   